# Gavs
Gavs ali izvorno gauss (okrajšava G) je fizikalna enota za merjenje gostote magnetnega polja. Določena je kot en maksvel na kvadratni centimeter.
Mednarodni sistem enot predpisuje namesto enote gavs desettisočkrat večjo enoto tesla:
1 G = 10-4 T